# DMFフォーマット
DMFフォーマット (Distribution Media Format)は、マイクロソフトがソフトウェアの配布用に開発したフロッピーディスクのフォーマットである。3.5インチのディスクに、標準的な1440 KBより多い1680 KBのデータを保存することができた。DMF形式のディスクを読み書きするにはソフトウェアに特別なサポートが必要なので、ソフトウェアのコピーが難しくなるという効果もあった。最初にDMFで配布されたマイクロソフトのソフトウェアは、Microsoft Office 4.xの"c"リビジョンである。CABファイルを使用した最初のソフトウェア製品でもあった。
DMFと標準的な1440 KBの比較を下に示す:
|                            | 1440 KB    | DMF                            |
| -------------------------- | ---------- | ------------------------------ |
| トラック数                 | 80         | 80                             |
| 1トラックあたりのセクタ数  | 18         | 21                             |
| クラスタサイズ             | 512 バイト | 1024 バイト または 2048 バイト |
| ルートディレクトリエントリ | 224        | 16                             |